# 肯努尔
肯努尔（Konnur），是印度卡纳塔克邦Belgaum县的一个城镇。总人口17978（2001年）。

## 人口
该地2001年总人口17978人，其中男性9166人，女性8812人；0—6岁人口2378人，其中男1236人，女1142人；识字率59.55%，其中男性为69.82%，女性为48.87%。